# Zacnik czarny
Zacnik czarny, zacnik kropkowany (Gnorimus variabilis) – gatunek chrząszcza z rodziny poświętnikowatych i podrodziny kruszczycowatych. Zamieszkuje Europę i Azję Mniejszą. Gatunek saproksyliczny; pędraki rozwijają się w butwiejących pniach i pniakach. W skali całej Europy narażony na wymarcie.

## Taksonomia
Gatunek ten opisany został po raz pierwszy w 1758 roku przez Karola Linneusza na łamach dziesiątego wydania Systema Naturae pod nazwą Scarabaeus variabilis. 

## Morfologia

### Owad dorosły

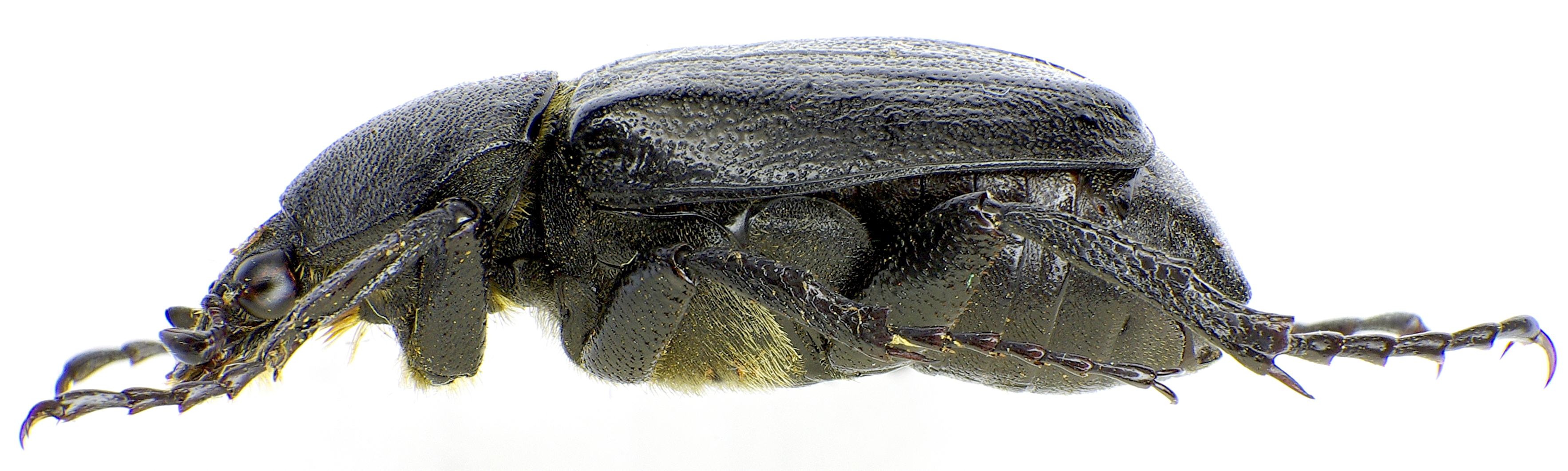
Widok z boku

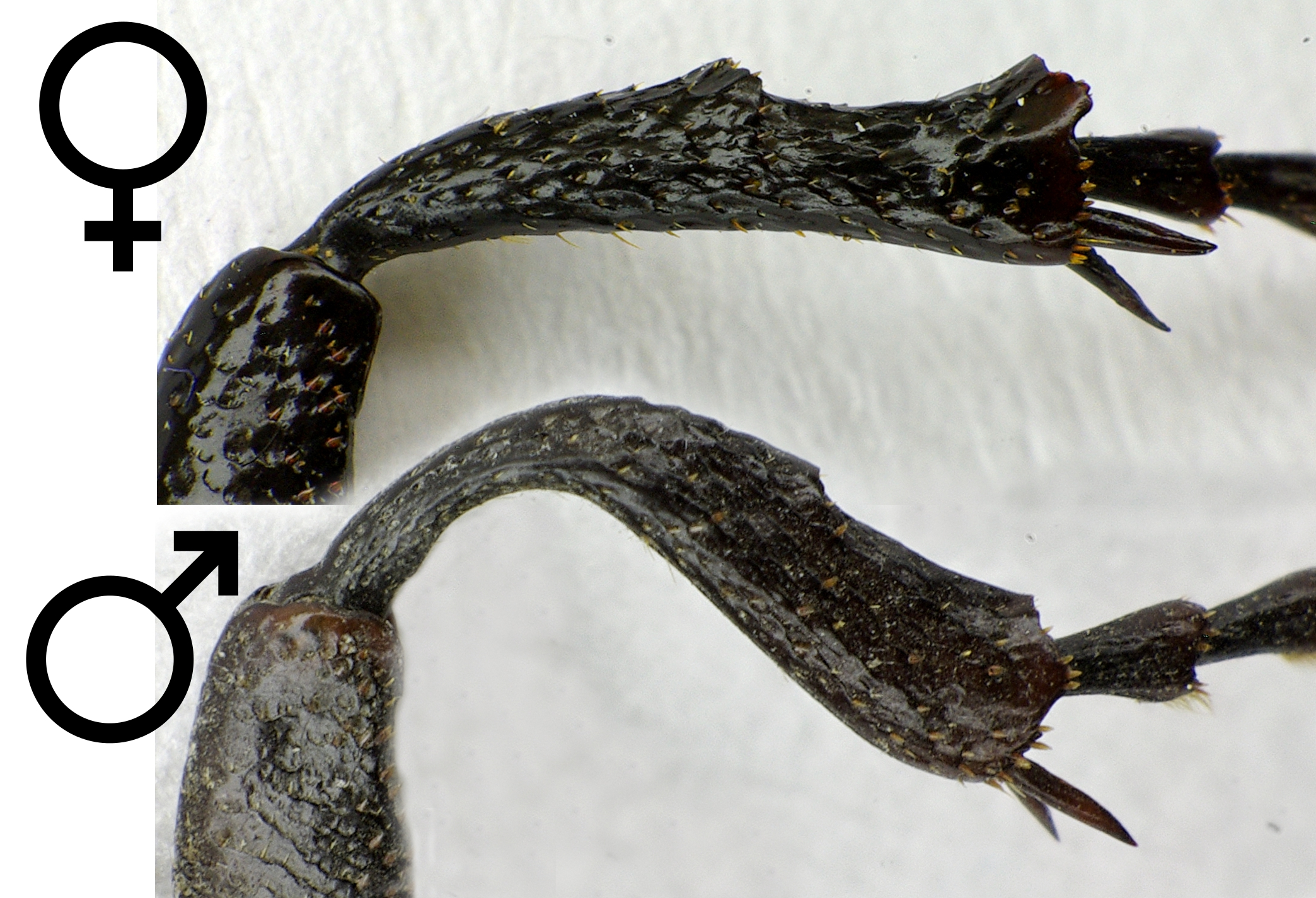
Golenie środkowej pary u samca i samicy

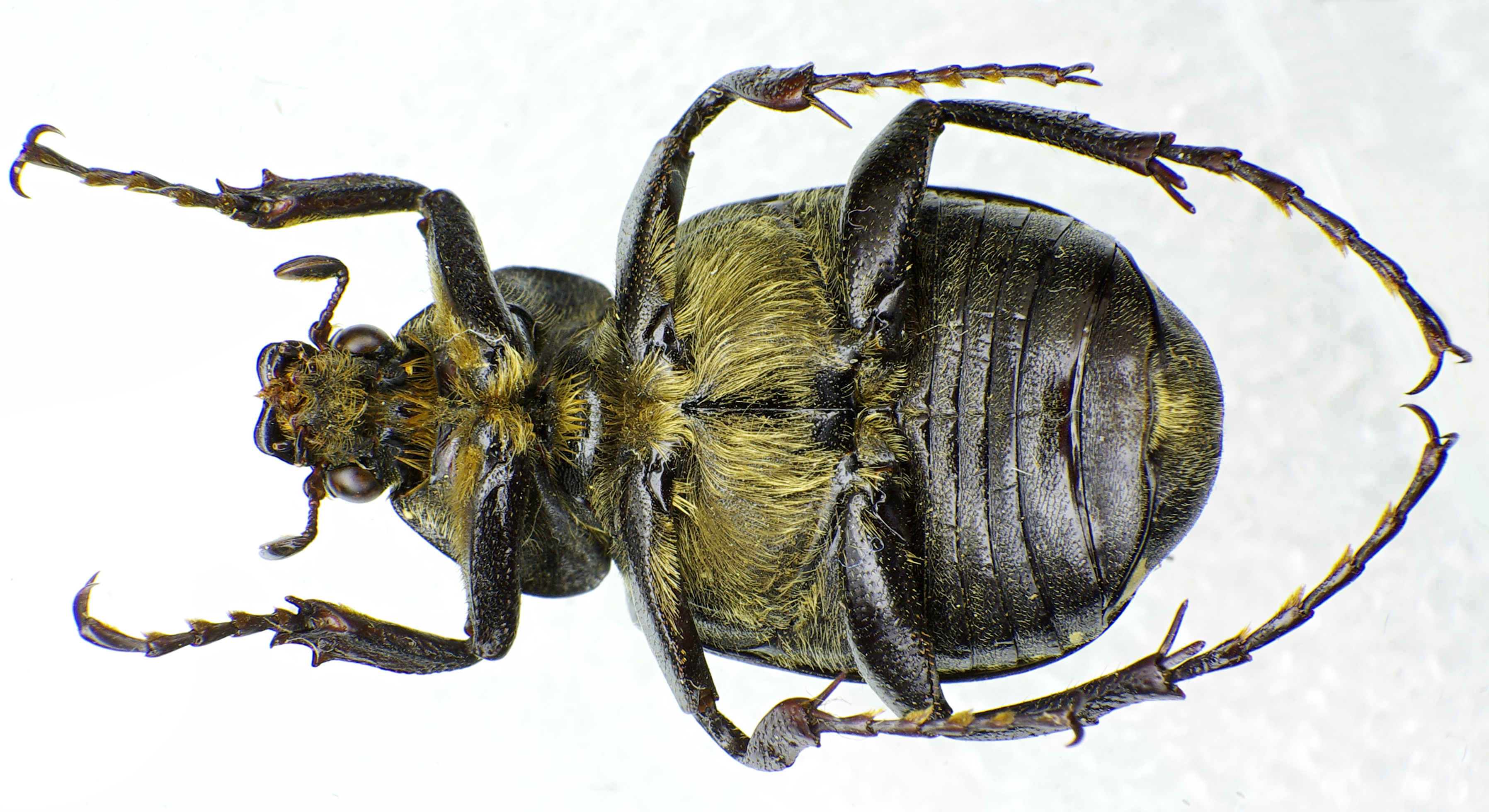
Spód ciała samca

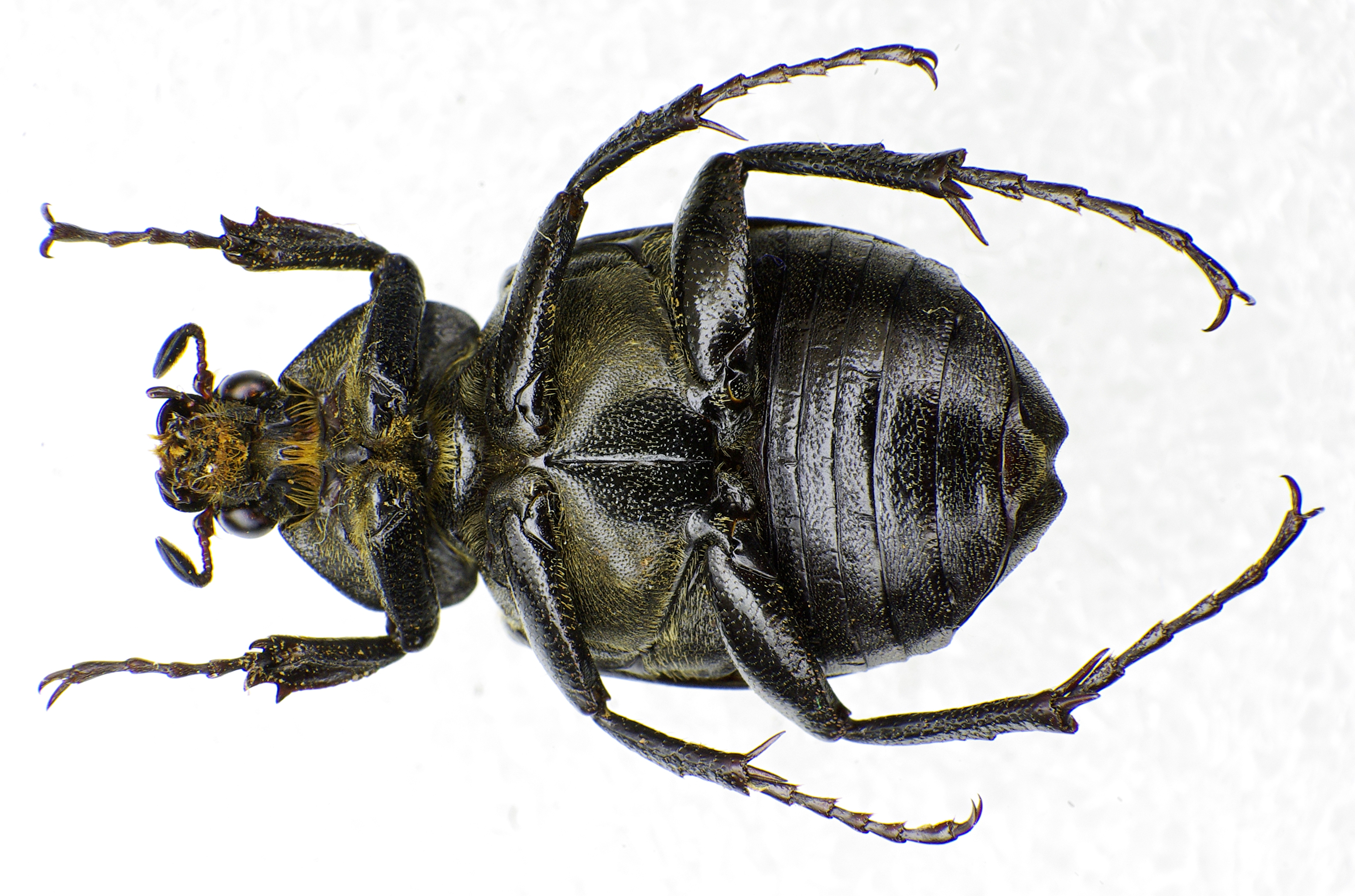
Spód ciała samicy

Chrząszcz o ciele długości od 17 do 22 mm, słabo wypukłym, ubarwiony matowo czarno, zwykle z niewielkimi, aksamitnymi plamkami białej lub żółtawej barwy na przedpleczu, pokrywach i pygidium; nie występuje połysk metaliczny. Na głowie i przedpleczu obecne są silne, dołkowate punkty, przy czym punktowanie głowy u samca jest słabsze niż u samicy. Na pokrywach oprócz silnego punktowania występuje marszczenie. Pygidium w przypadku samicy jest szersze i o silniej zaznaczonych dwóch guzkach przedwierzchołkowych niż w przypadku samca. Rzędy są słabo zaznaczone, w liczbie dwóch lub trzech na każdej pokrywie. Odnóża przedniej pary u samicy mają szersze golenie i pozbawione owłosienia stopy, u samca zaś węższe golenie i kępy długich, jasnych włosków na spodzie stóp. Środkowa para odnóży ma u samicy golenie niezmodyfikowane, u samca zaś wygięte i rozszerzone ku wierzchołkom. Odwłok ma sternity gęsto porośnięte długimi włoskami u samca i rzadko porośnięte krótkimi włoskami u samicy.

### Stadia rozwojowe
Jaja są prawie kulistawe, wysokości 2 mm i szerokości 1,8 mm, ubarwione żółtawobrązowo.
Larwa osiąga do około 23 mm długości ciała w ostatnim stadium. Ubarwienie jest białe z błyszcząco rudą głową i 
dwoma rudobrązowymi kropkami na przedtułowiu. Poza głową oskórek jest pomarszczony i opatrzony dość regularnie rozmieszczonymi poprzecznymi szeregami bardzo krótkich, spiczastych, rudych włosków. Czułki buduje pięć członów, z których pierwszy jest krótszy i grubszy niż pozostałe, czwarty jest u szczytu wyciągnięty w tępą ostrogę, a ostatni jest najdłuższy i piłkowany po stronie wewnętrznej. Aparat gębowy ma czworokątny, szerszy niż dłuższy nadustek, półokrągłą wargę górną, długie, silne, słabo zakrzywione żuwaczki z trzema coraz mniejszymi ku podstawie ząbkami, szerokie i krótkie szczęki, czteroczłonowe głaszczki szczękowe z członem pierwszym bardzo krótkim i członem drugim nieco krótszym od trzeciego, który to jest tak samo długi jak czwarty oraz krótką wargę dolną z dwiema sztywnymi szczecinkami między dwuczłonowymi głaszczkami wargowymi. Odnóża są czteroczłonowe, owłosione. Podkowiaste przetchlinki leżą przy przedniej krawędzi przedpiersia oraz przednich brzegach segmentów odwłoka od pierwszego do ósmego.

## Ekologia i występowanie

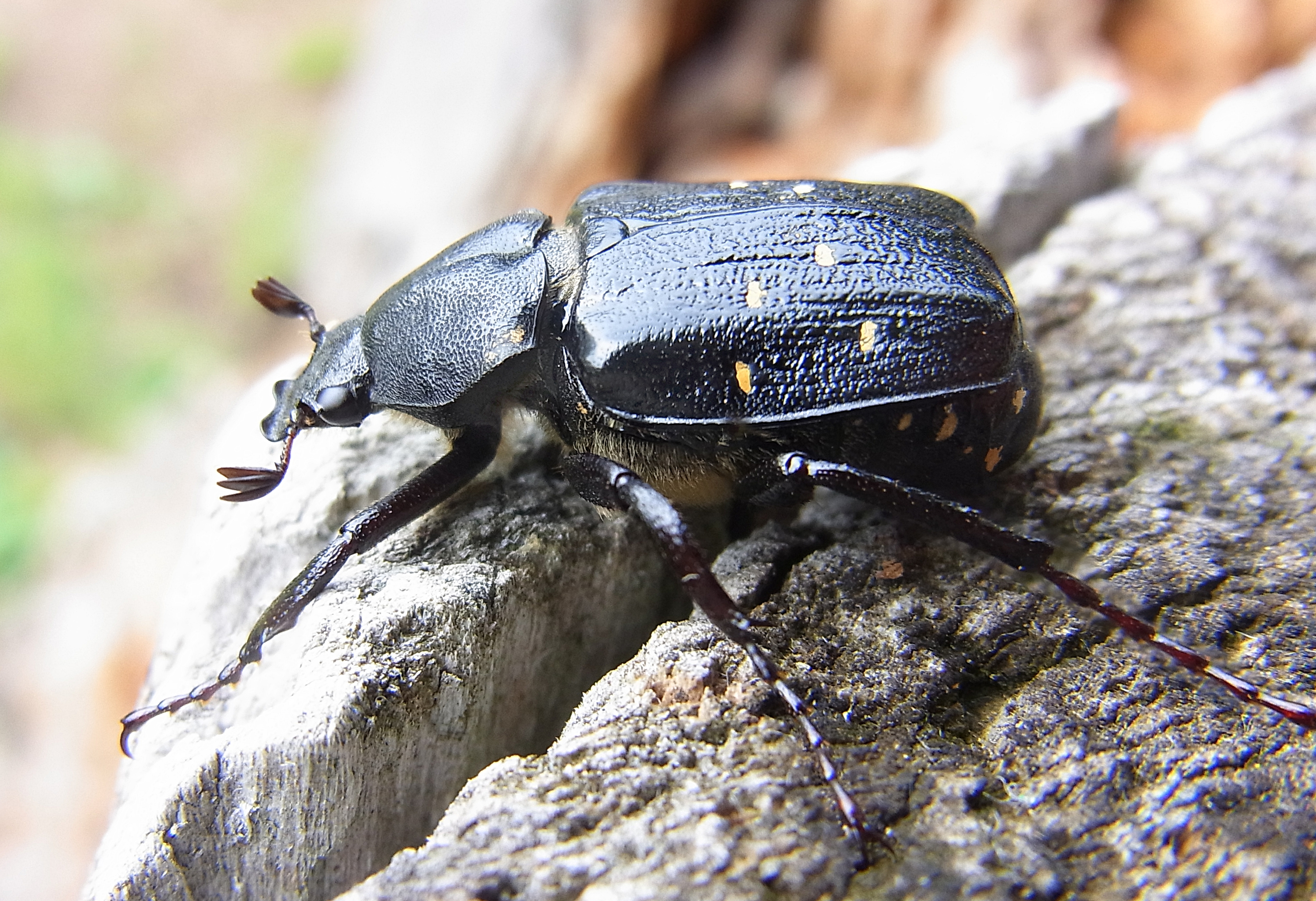
Imago w środowisku naturalnym

Owad ten zasiedla lasy liściaste i mieszane. Osobniki dorosłe latają od czerwca do sierpnia. Odwiedzają kwiaty, gdzie żerują na pyłku. Cykl życiowy jest dwuletni. Saproksylofagiczne pędraki przechodzą rozwój w wilgotnym, butwiejącym drewnie pni i pniaków drzew, głównie liściastych.
Gatunek palearktyczny, znany z Portugalii, Hiszpanii, Wielkiej Brytanii (z południowej Anglii), Francji, Belgii, Holandii, Niemiec, Szwajcarii, Austrii, Włoch, Danii, Szwecji, Estonii, Łotwy, Litwy, Polski, Czech, Słowacji, Węgier, Białorusi, Ukrainy, Rumunii, Bułgarii, Słowenii, Chorwacji, Grecji i anatolijskiej części Turcji. Chrząszcz ten dawniej notowany był częściej, ale od XIX wieku znajduje się w zaniku i w większości zasięgu, w tym w Polsce, spotykany jest współcześnie rzadko i tylko lokalnie. Na Europejskiej czerwonej liście chrząszczy saproksylicznych, Czerwonej liście zwierząt ginących i zagrożonych w Polsce oraz Czerwonej liście gatunków zagrożonych Republiki Czeskiej figuruje jako gatunek narażony na wymarcie (VU).